# Xã Holden, Quận Goodhue, Minnesota
Xã Holden (tiếng Anh: Holden Township) là một xã thuộc quận Goodhue, tiểu bang Minnesota, Hoa Kỳ. Năm 2010, dân số của xã này là 454 người.